# Лецаве
Лецаве (груз. ლეცავე) — село в Грузії.
За даними перепису населення 2014 року в селі проживає 158 особи.